# Halász Gábor (operatőr)
Halász Gábor (Pécs, 1957. október 24. –) operatőr.

## Életpályája
1972–1976 között Sellyén volt gimnáziumi diák. 1976–1978 között a pécsi Állami Szakmunkásképző Intézetben tanult fényképész szakon. 1978–1980 között a Mafilm állófotós gyakornoka volt. 1980–1984 között a Színház- és Filmművészeti Főiskola film- és televízió operatőr szakos hallgatója volt. 1987-től dolgozik operatőrként. 1992 óta egyéni vállalkozó.

## Filmjei
- Vadállat a lakásban
- Péntek délután
- Nyelvőrző
- Ezredvégi beszélgetések I.-II.
- Cimbora Színház
- Bebukottak (1984)
- Az utolsó tangó (1985)
- Embriók (1985)
- W (1985)
- Az új földesúr (1988)
- Tutajosok (1989)
- A távollét hercege (1990)
- Jön a medve! (1991)
- Szerelmes szívek (1991)
- A gólyák mindig visszatérnek (1992)
- Sose halunk meg (1992)
- Röppentyű (1992)
- Patika (1994-1995)
- Mesterek és tanítványok (1996)
- Látogatás (1998)
- Van a börtön, babám... (2000)
- Mostohák (2000)
- Bizarr románc (2000)
- Cseh Tamás-film (2000)
- A Mária Valéria híd újjáépítése (2001)
- Na végre, itt a nyár! (2002)
- Matematikus történetek (2002)
- Üzemi baleset (2003)
- Nincs kegyelem a földi pokolban (2003)
- Bolygótűz (2003)
- Zsiguli (2004)
- Könnyű zene, nehéz évek (2004)
- Cimbora Egyetem (2004)
- A kistolmács (2005)
- Hasutasok (2006)
- Melyiket a kilenc közül? (2006)
- Momentán (2007)
- Klipperek 2.0 (2007)
- Bakkermann (2007)
- Állomás (2008)
- Utolsó előadás (2009)
- REFLEX-film (2009)
- Égiek és földiek (2009)
- Vasút kincse (2010)
- A Sátán fattya (2017)

## Díjai, elismerései
- A zlini fesztivál díja (1994)